# Sara Vertongen
Sara Vertongen (28 oktober 1976) is een Vlaams actrice die voornamelijk actief is in het theater. Bij het grote televisiepubliek is ze pas sinds 2013 bekend, dankzij haar hoofdrol als dokter Sara Vroomans in de ziekenhuisserie Binnenstebuiten.
Vertongen is dochter van een Vlaamse vader en een Britse moeder. Ze volgde een toneelopleiding aan de Studio Herman Teirlinck en studeerde er af in 1998, waarna ze zich in Engeland ging vervolmaken aan de Dartington College of Arts. Terug in Vlaanderen werkte ze voor verschillende toneelagentschappen. Ze vormde ook geruime tijd een artistiek duo met actrice Veva De Blauwe. Daarnaast is ze gastdocente aan de LUCA School of Arts.
Tevens heeft ze mee de artistieke leiding over het theatergezelschap Het nieuwstedelijk.

## Films
- Le Ciel Flamand (2016) - Sylvie
- Olivetti 82 (2001) - Evelien

## Televisie
- Deman (1998) - Anja Reybrouck
- Verschoten & Zoon (2003)
- Het Goddelijke Monster (2011) - Hannah Gramadil
- Binnenstebuiten (2013-2014) - Sara Vroomans
- De twaalf (2019) - hoofdinspecteur Eliane Pascual

- Library of Congress Control Number: no2017122158
- MusicBrainz: 8487af47-f3f1-4841-af86-bd31390eff87
- Virtual International Authority File: 3560150647108210860002
- WorldCat: E39PBJfRCpmJrVHTbmjHJcdYT3